# 第3方面軍 (日本軍)
第3方面軍（だいさんほうめんぐん）は、大日本帝国陸軍の方面軍の一つ。

## 沿革
1943年（昭和18年）10月に編制され、満州南部で治安維持に当っていた。大戦末期には満州で召集した邦人男子を根こそぎ動員して師団を編制した為、兵員の全体にまでは武器も十分に行き届かない寡弱部隊も多くあった。対ソ防衛戦に参加している。

## 第3方面軍概要
- 通称号：強
- 編制時期：1943年（昭和18年）10月29日
- 上級部隊：関東軍
- 最終位置：奉天

### 歴代司令官
- 岡部直三郎（陸士18期）：1943年（昭和18年）10月29日 -
- 後宮淳（陸士17期）：1944年（昭和19年）8月25日 -

### 歴代参謀長
- 渡辺洋（陸士27期）：1943年（昭和18年）10月29日 -
- 矢野政雄（陸士28期）：1944年（昭和19年）10月26日 -
- 大坪一馬（陸士30期）：1945年（昭和20年）3月23日 -
- 名倉栞（陸士26期）：不詳 - 1945年（昭和20年）8月16日[1]
- 大坪一馬（陸士30期）：1945年（昭和20年）8月16日[1] -

## 最終司令部構成
- 司令官：後宮淳大将[2]
- 参謀長：大坪一馬少将[2]
- 高級参謀：末弘勇大佐[2]
- 参謀：広瀬秀夫中佐[2]
- 参謀（後方）：赤星正少佐[2]
- 参謀：藤田良少佐[2]
- 参謀（情報）：志位正二少佐[2]
- 高級副官：鎌田惣吉中佐[2]
- 兵器部長：武田精一少将[2]
- 経理部長：瀧川保之助主計少将[2]
- 軍医部長：広瀬速水軍医少将[3]
- 獣医部長：和田保獣医大佐[3]
- 法務部長：高沢雄二法務少将[3]

### 1943年（昭和18年）当時
- 第4軍：草場辰巳中将[4]
  - 第1師団：服部暁太郎中将[5]
  - 第57師団：上村幹男中将[5]
  - 独立混成第73旅団：石川忠夫少将[6]
  - 第5国境守備隊：河本正三郎大佐[6]
  - 第6国境守備隊：小林隆少将[6]
  - 第7国境守備隊：宮岸初次大佐[6]
  - 第13国境守備隊：瀬川正雄大佐[6]
  - 第1砲兵司令部：竹田政一少将[7]
  - 第2工兵隊司令部：平野省三少将[7]
  - 第12野戦輸送司令部：谷口呉朗少将[7]
- 第6軍：石黒貞蔵中将[8]
  - 第23師団：及川源七中将[8]
  - 第8国境守備隊：石田保忠少将[9]
  - 第119師団：塩沢清宣中将[9]
- 関東防衛軍：吉田悳中将[10]
  - 第108師団：磐井虎二郎中将、1944年（昭和19年）7月14日就任[10]
  - 第1独立守備隊：石野芳男少将[11]
  - 第101警備司令部：落合鼎五少将、1944年（昭和19年）7月14日就任[11]
  - 第5独立守備隊：柏徳少将[11]
  - 第102警備司令部：笠原嘉兵衛少将、1944年（昭和19年）7月14日就任[11]
  - 関東州警備司令部：高橋茂寿慶少将[11]
  - 第11野戦防空隊司令部：津田賜大佐[11]
  - 鞍山防衛司令部：津田賜大佐、1944年（昭和19年）7月14日就任[11]
  - 第16野戦高射砲隊司令部：加藤隆峯大佐[12]
  - 旅順要塞[12]
  - 第2独立守備隊：伊集院兼信大佐[12]
  - 第9独立守備隊：安藤忠一郎少将[12]
- 第28師団：櫛淵鍹一中将[13]
- 阿爾山駐屯隊：笠原嘉兵衛少将[14]
- 第14師団：井上貞衛中将[14]
- 独立混成第7連隊：米本勝男大佐[4]
- 電信第18連隊：桜川豊吉中佐[4]
- 第13野戦輸送司令部：角和善助大佐[4]
- 第8独立守備隊：新美二郎少将[4]
- 斉々哈爾陸軍病院：井上文夫軍医少将[4]
- 富拉爾陸軍病院：樋口兼義軍医中佐[4]

### 終戦時
- 第30軍：飯田祥二郎中将[15]
  - 第39師団：佐々真之助中将[15]
  - 第125師団：今利龍雄中将[16]
  - 第138師団：山本務中将[16]
  - 第148師団：末光元広中将[17]
  - 第2工兵隊司令部：平野省三少将[17]
- 第44軍：本郷義夫中将[17]
  - 第63師団：岸川健一中将[18]
  - 第107師団：安部孝一中将[18]
  - 第117師団：鈴木啓久中将[19]
  - 独立戦車第9旅団：北武樹大佐[19]
- 第108師団：磐井虎二郎中将[3]
- 第136師団：中山惇中将[3]
- 独立混成第79旅団：岡部通少将[3]
- 独立混成第130旅団：桑田貞三少将[20]
- 独立混成第134旅団：後藤俊蔵少将[20]
- 独立戦車第1旅団：阿野安理少将[20]
- 関東州警備司令部：柳田元三中将[20]
- 関東第1特別警備隊：久保宗治少将[15]
- 第22野戦高射砲隊司令部：津田賜少将[15]